# Код нас једу псе
Код нас једу псе је српски филм из 2007. године. Режију и сценарио је писао Боштјан Јерше.

## Улоге
| Глумац               | Улога         |
| -------------------- | ------------- |
| Стефан Бузуровић     | Иван Тристић  |
| Ратиборка Ћерамилац  | Иванова Мајка |
| Андријана Гавриловић | Светлана      |
| Вања Капетановић     | Бил           |
| Милена Крсмановић    | Клинка        |
| Анита Петковић       | Тифани        |